# Таланкон, Ана Клаудия
Ана Клаудия Таланкон (исп. Ana Claudia Talancón; род. 1 мая 1980) — мексиканская актриса.

## Биография
Ана Клаудия Таланкон родилась в городе Канкун в 1980 году. Переехала в Мехико где начала сниматься в телесериалах. 
Первую роль в кино сыграла в фильме El Cometa, за которую была номинирована на премию Ариэль. В 2002 году вместе с Гаэлем Гарсиа Берналь сыграла одну из главных ролей в фильме Тайна отца Амаро. Фильм был позже номинирован на премию Оскара в категории лучший иностранный фильм. В 2006 году снялась в фильме Ричарда Линклейтера Нация фастфуда, в том же году сыграла главную роль в фильме Наедине с ней.

## Фильмография
| Год  |   | Русское название        | Оригинальное название       | Роль             |
| ---- | - | ----------------------- | --------------------------- | ---------------- |
| 2002 | ф | Тайна отца Амаро        | El crimen del padre Amaro   | Амелия           |
| 2004 | ф | Обрубая концы           | Matando Cabos               | Паулина Кабос    |
| 2006 | ф | Нация фастфуда          | Fast Food Nation            | Коко             |
| 2006 | ф | Наедине с ней           | Alone with her              |                  |
| 2007 | ф | Любовь во время холеры  | Love in the time of cholera | Олимпия          |
| 2008 | ф | Один пропущенный звонок | One Missed Call             | Тейлор Энтони    |
| 2008 | ф | Возроди во мне жизнь    | Arráncame la Vida           | Каталина Гусман  |
| 2008 | ф | Дни гнева               | The Days of Wrath           | Саманта Родригес |
| 2010 | ф | Сухая земля             | The Dry Land                |                  |